# Люк Кассі
Люк Кассі (фр. Luc Kassi, нар. 20 серпня 1994, Абіджан) — івуарійський футболіст, півзахисник фарерського клубу «Клаксвік».

## Ігрова кар'єра
Народився 20 серпня 1994 року в місті Абіджан. Розпочав займатись футболом а батьківщині у клубі «Спортінг Консультант», де його помітили скаути норвезького «Стабека». Після кількох тренувань зі «Стабеком» у серпні 2012 року він підписав контракт із клубом. Він дебютував у Тіппелізі 16 вересня 2012 року в грі проти «Одд Гренланда», вийшовши на заміну в перерві. За десять років він став одним із лідерів, взявши участь у 172 матчах чемпіонату.
4 лютого 2023 року Кассі підписав однорічний контракт із фарерським клубом «Клаксвік», возз'єднавшись із менеджером Магне Госетом, з яким Кассі грав разом під час перебування в «Стабеку». 19 липня 2023 року він забив свій перший гол за клуб у кваліфікації Лізі чемпіонів УЄФА у виїзній перемозі над «Ференцварошем» (3:0). Станом на 28 серпня 2023 року відіграв за команду з Клаксвіка 17 матчів в національному чемпіонаті.

## Статистика виступів

### Статистика клубних виступів
Станом на 30 серпня 2023
| Сезон              | Клуб               | Чемпіонат          | Чемпіонат | Чемпіонат | Національний кубок | Національний кубок | Національний кубок | Континентальні кубки | Континентальні кубки | Континентальні кубки | Суперкубки | Суперкубки | Суперкубки | Усього | Усього |
| Сезон              | Клуб               | Ліга               | Ігор      | Голів     | Ліга               | Ігор               | Голів              | Ліга                 | Ігор                 | Голів                | Ліга       | Ігор       | Голів      | Ігор   | Голів  |
| ------------------ | ------------------ | ------------------ | --------- | --------- | ------------------ | ------------------ | ------------------ | -------------------- | -------------------- | -------------------- | ---------- | ---------- | ---------- | ------ | ------ |
| серп.-груд. 2012   | «Стабек»           | ЕС                 | 5         | 0         | КН                 | -                  | -                  | ЛЄ                   | -                    | -                    | -          | -          | -          | 5      | 0      |
| 2013               | «Стабек»           | 1Д (ІІ)            | 26        | 7         | КН                 | 2                  | 0                  | -                    | -                    | -                    | -          | -          | -          | 28     | 7      |
| 2014               | «Стабек»           | ЕС                 | 29        | 5         | КН                 | 6                  | 4                  | -                    | -                    | -                    | -          | -          | -          | 35     | 9      |
| 2015               | «Стабек»           | ЕС                 | 28        | 8         | КН                 | 6                  | 0                  | -                    | -                    | -                    | -          | -          | -          | 34     | 8      |
| 2016               | «Стабек»           | ЕС                 | 23+2      | 4+0       | КН                 | 3                  | 1                  | ЛЄ                   | 0                    | 0                    | -          | -          | -          | 28     | 5      |
| 2017               | «Стабек»           | ЕС                 | 21        | 4         | КН                 | 5                  | 2                  | -                    | -                    | -                    | -          | -          | -          | 26     | 6      |
| 2018               | «Стабек»           | ЕС                 | 0         | 0         | КН                 | 0                  | 0                  | -                    | -                    | -                    | -          | -          | -          | 0      | 0      |
| 2019               | «Стабек»           | ЕС                 | 23        | 4         | КН                 | 3                  | 1                  | -                    | -                    | -                    | -          | -          | -          | 26     | 5      |
| 2020               | «Стабек»           | ЕС                 | 15        | 3         | -                  | -                  | -                  | -                    | -                    | -                    | -          | -          | -          | 15     | 3      |
| 2021]              | «Стабек»           | ЕС                 | 0         | 0         | КН                 | 0                  | 0                  | -                    | -                    | -                    | -          | -          | -          | 0      | 0      |
| січ.-лип. 2022     | «Стабек»           | 1Д (ІІ)            | 2         | 0         | КН                 | 1                  | 0                  | -                    | -                    | -                    | -          | -          | -          | 3      | 0      |
| Усього за «Стабек» | Усього за «Стабек» | Усього за «Стабек» | 172+2     | 35+0      |                    | 26                 | 8                  |                      | 0                    | 0                    |            | -          | -          | 200    | 43     |
| 2023               | «Клаксвік»         | ПЛ                 | 18        | 4         | КФ                 | 1                  | 0                  | ЛЧ                   | 6                    | 1                    | СФ         | 1          | 0          | 26     | 5      |
| Усього за кар'єру  | Усього за кар'єру  | Усього за кар'єру  | 172+2     | 35+0      |                    | 26                 | 8                  |                      | 0                    | 0                    |            | -          | -          | 200    | 43     |

## Досягнення
- Володар Суперкубка Фарерських островів (1): 2023.
- Чемпіон Фарерських островів (1): 2023